# Becklemer Busch
Koordinaten: 51° 36′ 59″ N, 7° 17′ 18″ O
Das Naturschutzgebiet Becklemer Busch liegt auf dem Gebiet der Stadt Recklinghausen im Kreis Recklinghausen in Nordrhein-Westfalen. Das aus zwei Teilflächen bestehende Gebiet erstreckt sich östlich der Kernstadt von Recklinghausen, nordöstlich von Suderwich und südlich von Horneburg, einem Stadtteil von Datteln. Nördlich des Gebietes verläuft die Kreisstraße K 15.

## Bedeutung
Das etwa 58,0 ha große Gebiet wurde im Jahr 1991 unter der Schlüsselnummer RE-032 unter Naturschutz gestellt. Schutzziele sind die Erhaltung und Optimierung eines Bachtals sowie von Seitentälchen mit Quellbereichen, naturnahen Kleingewässern, Bruch- und Auwäldern, Nassgrünlandbrachen sowie naturnahen, altholzreichen Buchenwaldresten und ausgedehnten Eichen- und Eschenwäldern als Lebensraum einer Vielzahl, teilweise gefährdeter Tier- und Pflanzenarten, u. a. für Amphibien, Höhlenbrüter und Altholzbesiedler.